# 里弗斯利
里弗斯利（英語：Riversleigh）是位於澳大利亞昆士蘭州西北部格雷戈里河（Gregory River）畔的著名化石點。此地有從漸新世到中新世的各種古代哺乳動物、鳥類和爬行動物化石。
里弗斯利的化石都十分稀有，許多淡水中的柔軟石灰岩層都完好地保存了下來，而沒有被地質運動壓扁。 這意味著許多化石都是三維立體的。
自1901年開始有在當地發現化石的記錄，  主要發掘活動始於1963年。1973年開始有系統地發掘。  1994年作為波特加姆拉国家公园的延伸部份登陸世界遺產。

## 化石

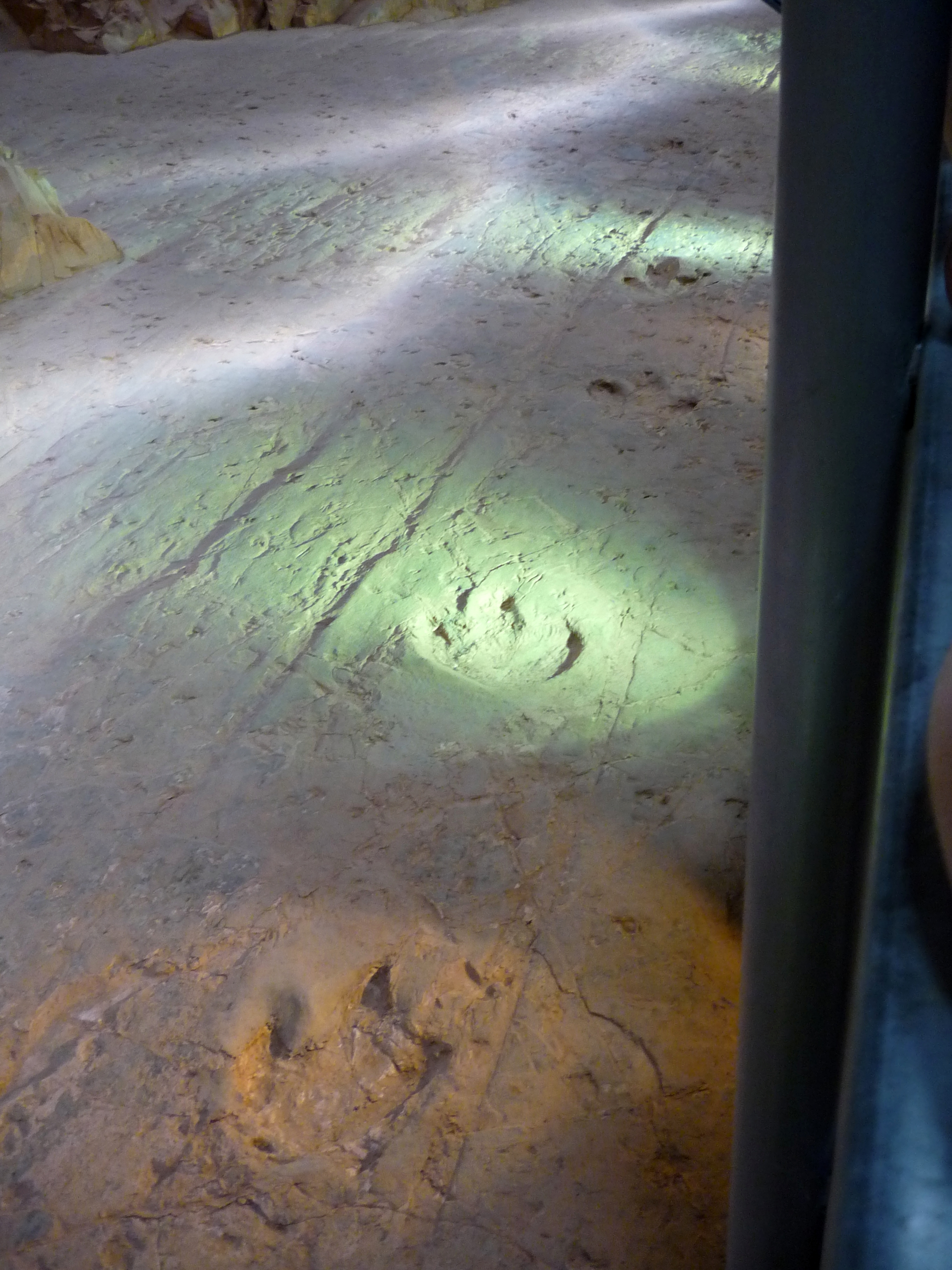
化石足跡

里弗斯利的化石主要發現在石灰岩底的池塘和洞穴中，代表著從雨林到半乾旱草原的各種生態系統。當地最古老的化石可以追溯到2500萬年前。 化石保存程度十分完好，概括了2000萬年的哺乳動物進化史。 單獨的化石點有超過200個。
此處共發現了三十五具蝙蝠化石，是世界上蝙蝠化石最豐富的地點之一。 這些化石點多位於山洞中。
此外還發現了頭骨相當完整的單孔目動物Obdurodon dicksoni，該生物為澳大利亞同類生物的研究打開了一扇窗口。此外袋狼的化石也發現於此地。1993年發現了袋小齒獸。 根據此地的研究顯示，袋小齒獸可能出現於1500萬年前，大部份滅絕於1200萬年前，原因可能是氣候變化和棲息地喪失。
其他化石還顯示了澳大利亞的樹袋熊如何從以雨林植物為食改為以桉樹葉子為食。 此外也發現了昆蟲和植物化石。

## 擴展閱讀
- Archer, M. et al. 1991. Riversleigh: the Story of Australia's Inland Rainforests, (Sydney: Reed Books).

## 外部連結
- World heritage listing for Riversleigh （页面存档备份，存于）
- UNESCO site with information on Riversleigh, Australia （页面存档备份，存于）
- Information about fossils from Riversleigh, Australian Museum （页面存档备份，存于）
- The Riversleigh Society supports scientific research at Riversleigh （页面存档备份，存于）

19°04′59″S 138°43′01″E / 19.083°S 138.717°E